# Oraniensteiner

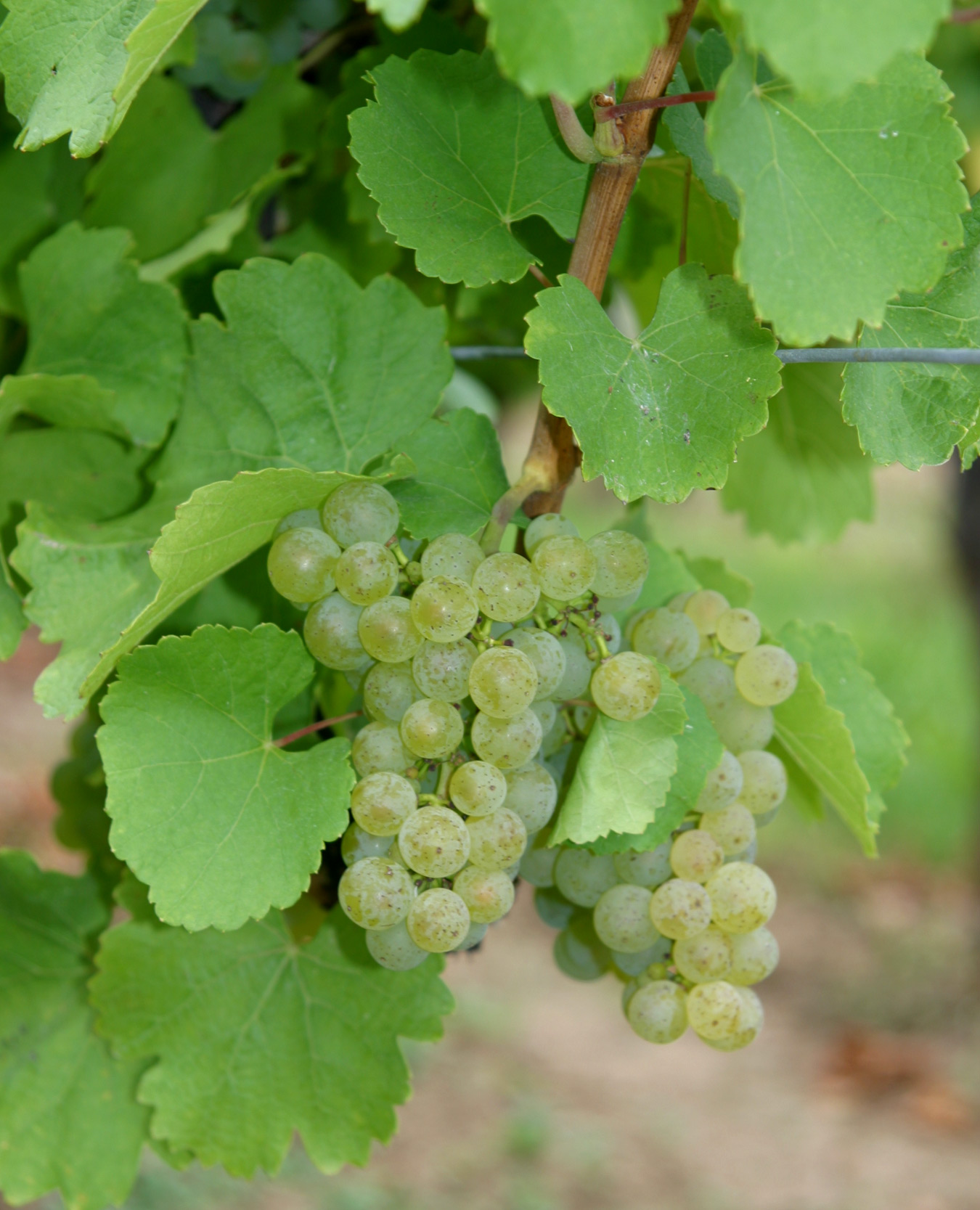
Blätter und Trauben der Rebsorte Oraniensteiner

Oraniensteiner ist eine Weißweinsorte. Sie ist eine Kreuzung aus Riesling und Silvaner, die an der Forschungsanstalt Geisenheim im Rheingau im Jahre 1985 durchgeführt wurde. Aus Kreuzungen der gleichen Eltern entstanden auch die Rebsorten Osteiner und Rieslaner.
Oraniensteiner bringt Weine mit kräftiger Säure (→ Säure (Wein)) und Zitrusaromen hervor. Sie ist eine Varietät der Edlen Weinrebe (Vitis vinifera). Sie besitzt zwittrige Blüten und ist somit selbstfruchtend. Beim Weinbau wird der ökonomische Nachteil vermieden, keinen Ertrag liefernde, männliche Pflanzen anbauen zu müssen.
Die Bedeutung der Rebe ist insgesamt als gering einzustufen. In Deutschland verfügt sie über keine Sortenzulassung und wurde in der Zwischenzeit vom Zulassungsverfahren zurückgenommen. Kleine Bestände sind in Kanada sowie im US-amerikanischen Weinbaugebiet Altus AVA bekannt. Bei der Namensgebung stand das Schloss Oranienstein Pate.
Siehe auch die Artikel Weinbau in Deutschland und Weinbau in Kanada sowie die Liste von Rebsorten.
Synonym: Geisenheim 11–34, Hochkroner
Abstammung: Riesling x Silvaner